# 旧和中散本舗
座標: 北緯35度01分29秒 東経136度01分07秒 / 北緯35.02472度 東経136.01861度

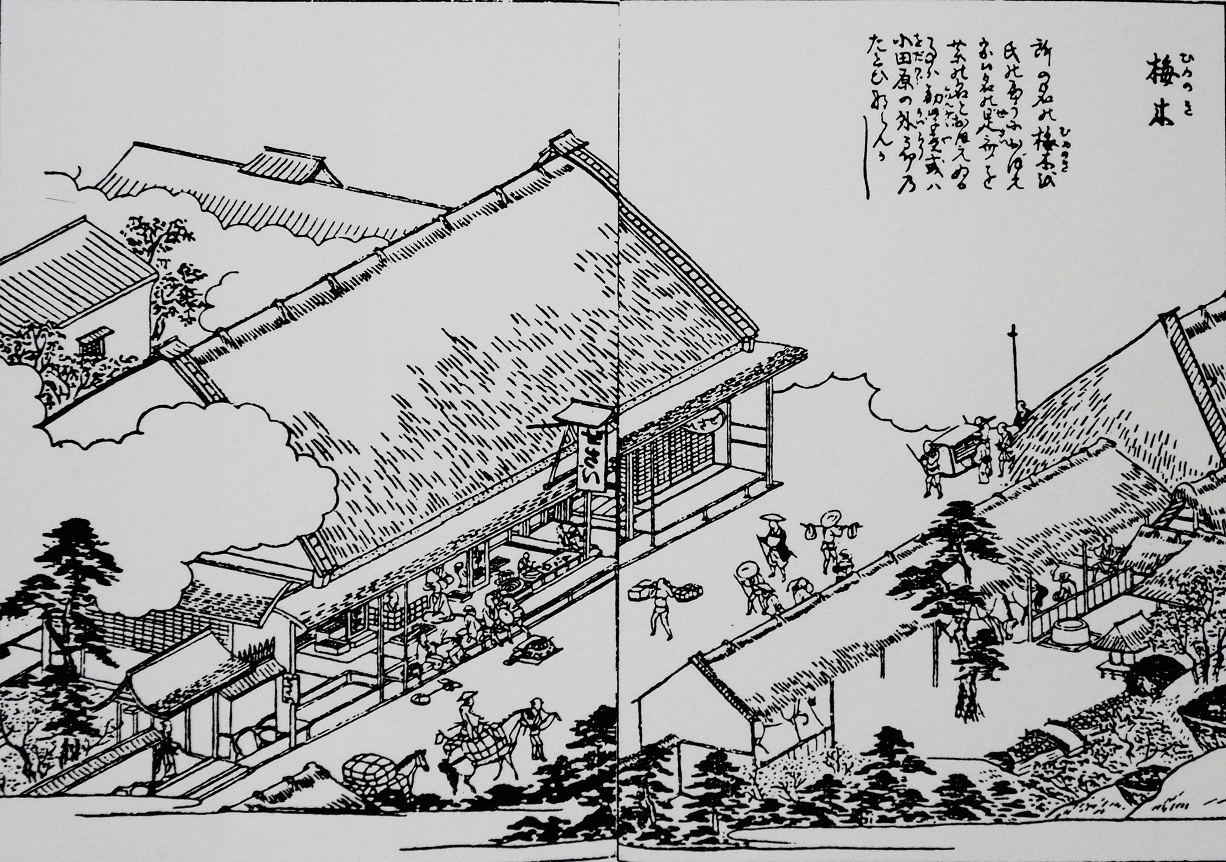
旧和中散本舗の図（東海道名所図会）

旧和中散本舗（きゅうわちゅうさんほんぽ）は、滋賀県栗東市六地蔵にある、江戸時代以来、胃薬「和中散」を製造販売していた旧家である。「旧和中散本舗」として国の史跡に指定されている（1949年7月13日指定）。また、主屋、正門、隠居所の建造物3棟が「大角家（）住宅」として国の重要文化財に（1954年3月20日指定）、庭園が「大角氏庭園」として国の名勝に（2001年1月29日指定）、それぞれ指定されている。

## 概要
旧和中散本舗が所在する六地蔵は、東海道の草津宿と石部宿の中間に位置する間の宿（）であった。当地には「和中散」という胃薬を販売する店舗が5軒存在したが、なかでも大角家は「和中散本舗」を名乗り、本陣を兼ね、『東海道名所図会』にも描かれた著名な店であった。大角家は系図によれば、慶長元年（1596年）、300メートルほど東北の旧地から現在地に移ってきたもので、屋号を「是斎屋」（）と称し、当主は代々弥右衛門を名乗った。慶長16年（1611年）、当地を訪れた徳川家康が腹痛を訴えたところ、典医が「和中散」を勧め、たちどころに快復したとの伝えがある。

## 建築
大角家の屋敷地は、旧東海道を挟んで南北に分かれている。南側の敷地には街道に面して切妻造の主屋、その左に表門が建ち、北側の敷地には隠居所、馬繋、薬師堂が建つ。
主屋は「店舗、製薬所、台所、居間」部と、その左手奥（東）にある「玄関、座敷」部からなる。「店舗、製薬所、台所、居間」部は、桁行十間（19.4メートル）、梁間九間（19.1メートル）、切妻造、本瓦、桟瓦及び銅板葺き。「玄関、座敷」部は桁行8.8メートル、梁間8.5メートル、切妻造、銅板葺きで、南面に突出部があり、桁行5.1メートル、梁間7.0メートル、入母屋造、桟瓦葺きとする。当家の系図によると、延宝4年（1676年）に家督を継いだ3代目の当主のときに建て替えを行っているところから、「店舗、製薬所、台所、居間」部は17世紀末、「玄関、座敷」部はやや遅れて18世紀前半の建立と推定される。
「店舗、製薬所、台所、居間」部は街道に面し、細い通りにわ（土間）を挟んで、左に畳敷きの「東みせ」、右に板敷きの「西みせ」がある。「西みせ」には木製の動輪、歯車、石臼からなる製薬機が残る。動輪は直径3.6メートルあり、この中に人間が入って回転させると、その動力が石臼に伝わる仕組みになっている。これは実演販売のはしりとも言われている。「東みせ」の正面は摺揚戸（）、「西みせ」の前は板戸引き込みで、全面開放できるようになっている。なお、当初は「東みせ」部分も板戸引き込みであった。屋根は上半が本瓦、下半が桟瓦で葺かれ、庇は銅板葺きとなっている。庇は出が1.6メートルあり、腕木と持ち送りで支えられている。「西みせ」の奥は土間になり、「東みせ」の奥は3列に部屋を設け、台所など10室がある。
「東みせ」の向かって左（東）には薬医門形式の正門（江戸時代中期）が建ち、これを入ると千鳥破風を構えた「玄関、座敷」部がある。「玄関、座敷」部は、「店舗、製薬所、台所、居間」部と接続しているが、家族の居住用ではなく、高貴な来客用の空間である。式台玄関を入ると「玄関の間」（10畳）がある。玄関正面の欄間には鶴亀の浮彫彫刻を嵌める。その奥は右が8畳、床（）・棚付きの「座敷」、左が6畳の「次の間」で、その奥が10畳、床・棚・書院付きの「上段の間」である。「上段の間」から見える、築山と池を備えた庭園は国の名勝に指定されている。明治天皇は、明治元年（1868年）、京から江戸へ向かった際と、明治3年（1870年）、孝明天皇の三回忌のため東京から京都へ向かった際の2回、当住宅で休憩した。他にも太田蜀山人、シーボルトらの著名人が訪れたことが知られる。
隠居所は桁行12.9メートル、梁間7.0メートル。南面に突出部があり、桁行5.9メートル、梁間6.9メートル、いずれも入母屋造、桟瓦葺きとする。6畳（床・書院付き）、次の間4畳、奥の間、仏間、台所、土間からなる。江戸中期の建築とみられる。

## 文化財

### 国の史跡
- 旧和中散本舗（1949年7月13日指定）

### 国の名勝
- 大角氏庭園（2001年1月29日指定）

### 重要文化財
- 大角家住宅 3棟
  - 主屋 附 製薬機一式
  - 正門 両袖塀付属
  - 隠居屋 附 古図1枚
  - 附 古来作事幷諸覚帳1冊

以上1954年3月20日指定。ただし、附（）指定の「古図」と「古来作事幷諸覚帳」は1982年2月16日追加指定。
※上記の指定名称、指定年月日は文化財目録（滋賀県サイト）による。

## 交通アクセス
- JR草津線手原駅
  - くりちゃんバス葉山循環線で8分。「旧和中散本舗」停留所下車。    - （※バスは平日のみ運行）

  - 同駅より徒歩25分。